# Pobresa extrema

Taxes de pobresa absoluta, amb base la PPP internacional constant del 2011, d'acord amb el Banc Mundial a 2014. D'acord amb les estimacions revisades del Banc Mundial per a la pobresa extrema juntament amb el desenvolupament econòmic regional, les taxes de pobresa extrema s'han reduït significativament a la Xina i l'Índia. En altres països, la puntuació sobre la pobresa extrema ha augmentat el 2011 en comparació amb la del 2005.

La pobresa (o pobrea) extrema (sovint considerat sinònim de pobresa absoluta), es va definir originalment per les Nacions Unides el 1995 com "una condició caracteritzada per la privació severa de les necessitats humanes bàsiques, com aliments, aigua potable, instal·lacions de sanejament, la salut, l'habitatge, l'educació i la informació. No depèn exclusivament en els ingressos, sinó també en l'accés als serveis". En l'actualitat, la pobresa extrema es refereix àmpliament a guanyar per sota del llindar internacional de pobresa de 1,25$/dia (a preus de 2005), fixada pel Banc Mundial. Aquesta mesura és l'equivalent a guanyar 1,00$ per dia en el 1996 els preus dels Estats Units, d'aquí l'expressió àmpliament utilitzada, que viuen amb "menys d'un dòlar al dia". La gran majoria de les persones en situació de pobresa extrema - el 96% - viuen a l'Àsia meridional, Àfrica subsahariana, les Antilles, Àsia oriental i el Pacífic; gairebé la meitat viu a l'Índia i la Xina.
La reducció de la pobresa extrema i la fam va ser el primer dels Objectius de Desenvolupament del Mil·lenni (ODM 1), segons el que establiren els 189 estats membres de les Nacions Unides l'any 2000. En concret, l'ODM 1 va establir l'objectiu de reduir la taxa de pobresa extrema a la meitat per a l'any 2015, una fita que es va complir 5 anys abans del previst. Amb l'expiració dels ODM s'acosta ràpidament, la comunitat internacional, incloses les Nacions Unides, el Banc Mundial i els EUA, s'ha fixat l'objectiu d'acabar amb la pobresa extrema cap a l'any 2030.